# 錢不夠用
《钱不够用》（英語：Money No Enough）是1998年新加坡拍摄的一部喜劇電影，电影讲述的是三个有经济问题的朋友经营洗车生意的故事。剧本由梁智强编写，由鄭德祿导演，由JSP电影公司制片，由梁智强、李国煌和程旭辉联合主演。
《钱不够用》于1998年5月7日上映，人们对影片的评价褒贬不一，但票房收入超过580万美元，曾是新加坡历史上票房收入最高的电影，直至2012年方被打破。这部影片的成功重振了新加坡电影产业，并且也为其他新加坡文化现象的出现奠定了基础。
于2018年因致力于保存新加坡及亚洲电影的亚洲电影资料馆（AFA），J Team Production（梁志强电影公司）联手好友洪伟才的公司MM2娱乐将这部电影重新经过數位修復后，除了在2018年11月3日公开在第5届新加坡媒体节中重映，还向MM2建议把修复版本的《钱不够用》安排年底学校假期期间再次公映。

## 剧情
故事情节在三个好兄弟的生活之间展开：梁智强饰演的阿强是一名挥霍无度的白领，李國煌饰演的阿华是一名承包商，程旭辉饰演的辉哥是一名咖啡店的服务员。阿强在与老板吵了一架之后就决定辞职不干了，但是由于较差的英语能力、没有学历文凭而且也不懂电脑知识，他无法找到一份新的工作。随着要支付的账单，尤其是分期付款越来越多，并且还要维持整个家庭的生活，他开始负债累累，于是他的妻子带着他们的女儿离开了他。阿华借了4万新加坡元的高利贷，他原计划在收回别人欠他的债之后归还高利贷，但是当时借他钱的那个朋友跑了。由于在规定的两个星期之内，阿华没有按时间偿还高利贷，在遭到了一段殴打之后他逃到了新山市。辉哥是一个单身汉，他与年迈的母亲住在一起，他把他本来就不多的工资浪费在了4D上面，用来追求一个他迷恋上的保险代理。
为了解决他们的财政问题，三个兄弟决定用他们有限的资金共同经营洗车生意。然而，在公司开业仪式当天，辉哥的母亲忽然不行了，在医院里她被诊断为白血病。辉哥有三个很有钱的姐姐，但是她们三个人都拒绝支付医药费用，并且由于姐姐们收入很高，他申请资金援助的项目也被拒绝了。火上浇油的是，高利贷主去公司骚扰阿华。于是，为了分别支付高利贷和医药费，阿华和辉哥要求兑现他们的股票，但是他们所有的钱都已经花费在了购买仪器设备以及公司运营方面。辉哥的母亲去世了，在发丧的时候，高利贷主又出现了，他一直在追赶着阿华，后来经过长时间的追捕，高利贷主终于被警察逮捕了。
阿强则说服了他的妻子和女儿一起参加一个障碍赛，他们共同赢了10万新加坡元頭奖，他用这笔钱偿还了债务，而他的家人也团聚了。洗车生意成功经营了起来，三个兄弟也成为了新加坡皇冠汽车的董事。

## 制作
上世纪90年代，由于在新視第八波道电视节目《搞笑行動》的表演，梁智强、李國煌和程旭辉开始出名，广为大众所知。随后，梁智强参演了1997年邱金海拍摄的电影《十二樓》，同时他觉察到了潜力几乎不存在的本地电影行业。他写了一部关于外籍人士在广告行业的剧本，但是发现该内容不会吸引大多数的新加坡人，于是他想到写一个关于未受教育的華人的故事，故事情节借鉴李國煌、程旭辉和他自己他们三个人的生活背景。受到启发，他联系了八频道的前制作人鄭德禄，并且建议他们互相合作。两人共同决定了剧本的剧情，是关于三个新加坡人面临财务困难的故事。梁智强花了八个月的时间写这部剧本，而鄭德禄帮助发展人物特征和笑话故事。尽管当时有讲华语运动，但是为了“反映真实的生活”并且“迎合不同的观众”，梁智强选择使用闽南语对话。
《钱不够用》由JSP电影公司制作，预算是85万美元。剧组人员包括Deri Ng担任第一助理导演，J.P. Tan担任制片人，Kamis担任摄影师，A. Supranamian担任剪接，Anthony Ng担任艺术总监，Abdul Shukar Mohd担任音響效果。由电影审查委员会审核和批准后，同意《钱不够用》继续拍摄，经销商邵氏機構于1998年5月7日將此電影上映。。在这部电影的十周年纪念日，《钱不够用》再次在电影院上映，随后紧接着发行了续集《钱不够用2》。

## 反應
《钱不够用》在试映期间赚得5万美元，首映日当天赚得4万2千美元，在随后的一个月，一直位居当地票房榜榜首。总体来说，该电影创造了580万美元的票房，保持了当地电影最佳票房纪录，直到2012年该记录被电影《新兵正傳》打破。继票房之后，《钱不够用》的7万张VCD被出售，这又保持了新加坡电影的一项记录。该电影的成功激勵了梁智强的电影生涯，他在1998年的银幕奖奖项中赢得了最佳导演奖，并且发展了新加坡电影产业。1998年又製作了4部新加坡电影，其中有两个被评论家评论说是在模仿《钱不够用》。由于使用了闽南语和粗糙的新加坡生活原型，该电影也被认为是为其他的新加坡文化现象铺平了道路，比如李健敏和TalkingCock.com。
评论界亦對这部电影作出评论，LoveHKFilm.com评论这部电影有效地讽刺了新加坡文化，而且指出演员做了一件非常有意义的事情，他们各自代表了新加坡不同社会阶层的人物。而其他一些评论描述这部电影开头很新鲜也非常有趣，但是结尾比较单调也比较肤浅以至于无法表达深刻的意义 。《新海峡时报》的弗朗西斯·達斯评论《钱不够用》精确而且有趣，但是同时也批评了剧本的老套，甚至是导演的闹剧。